# Schloss Freudenstein (Sachsen)

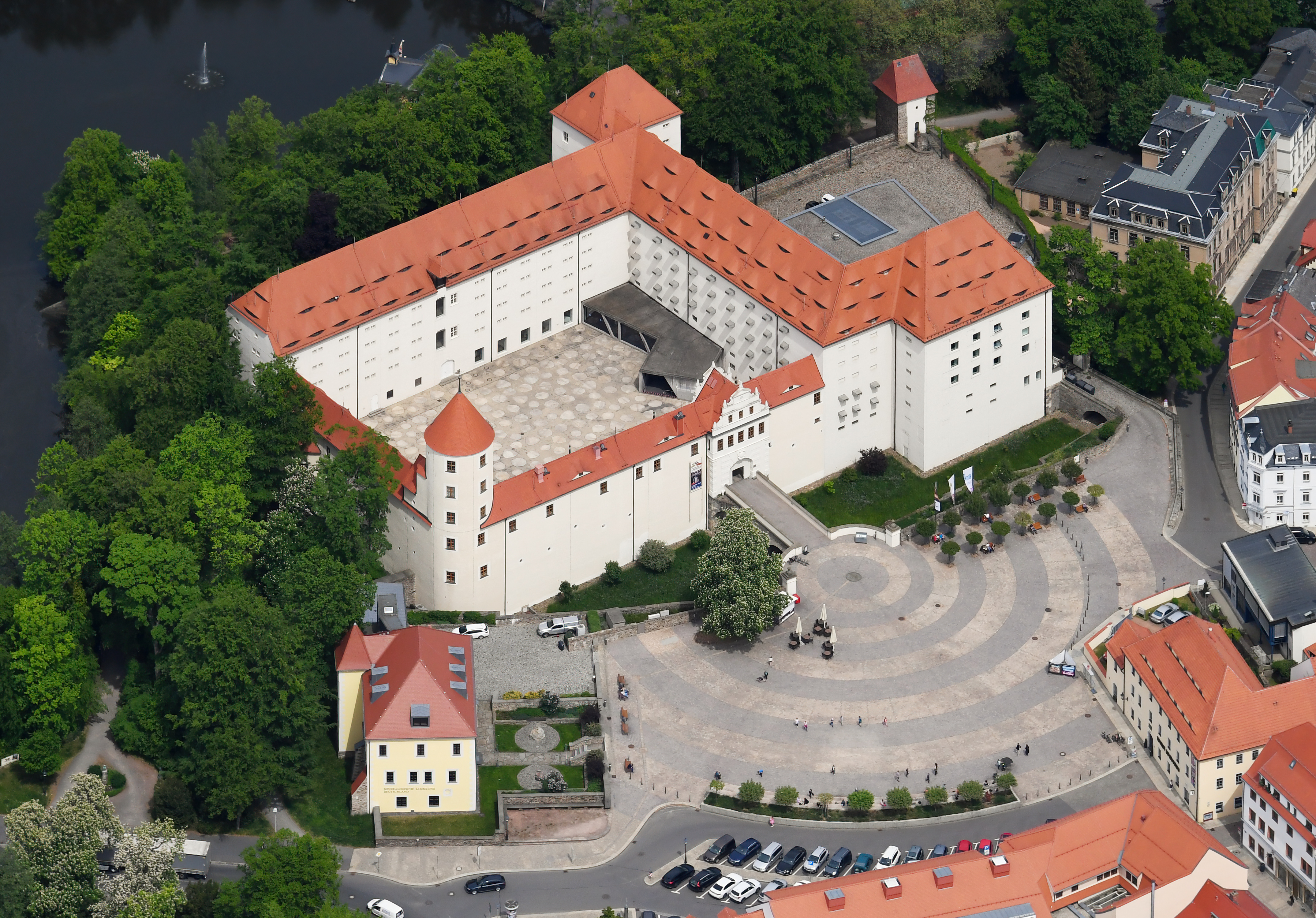
Schloss Freudenstein von Süden aus der Luft gesehen

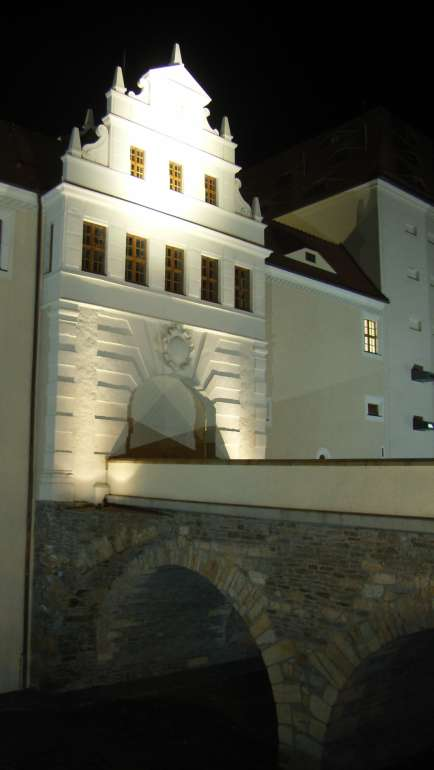
Schlosstor bei Nacht

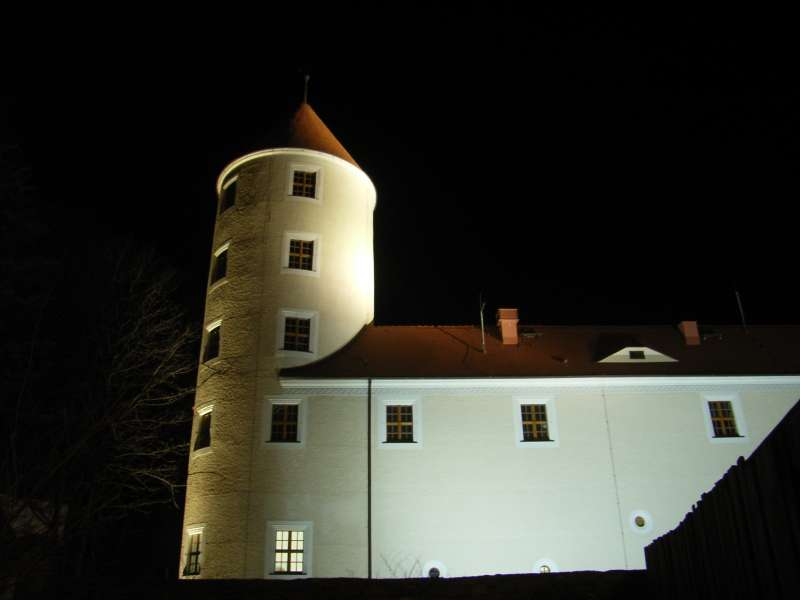
Schlossturm

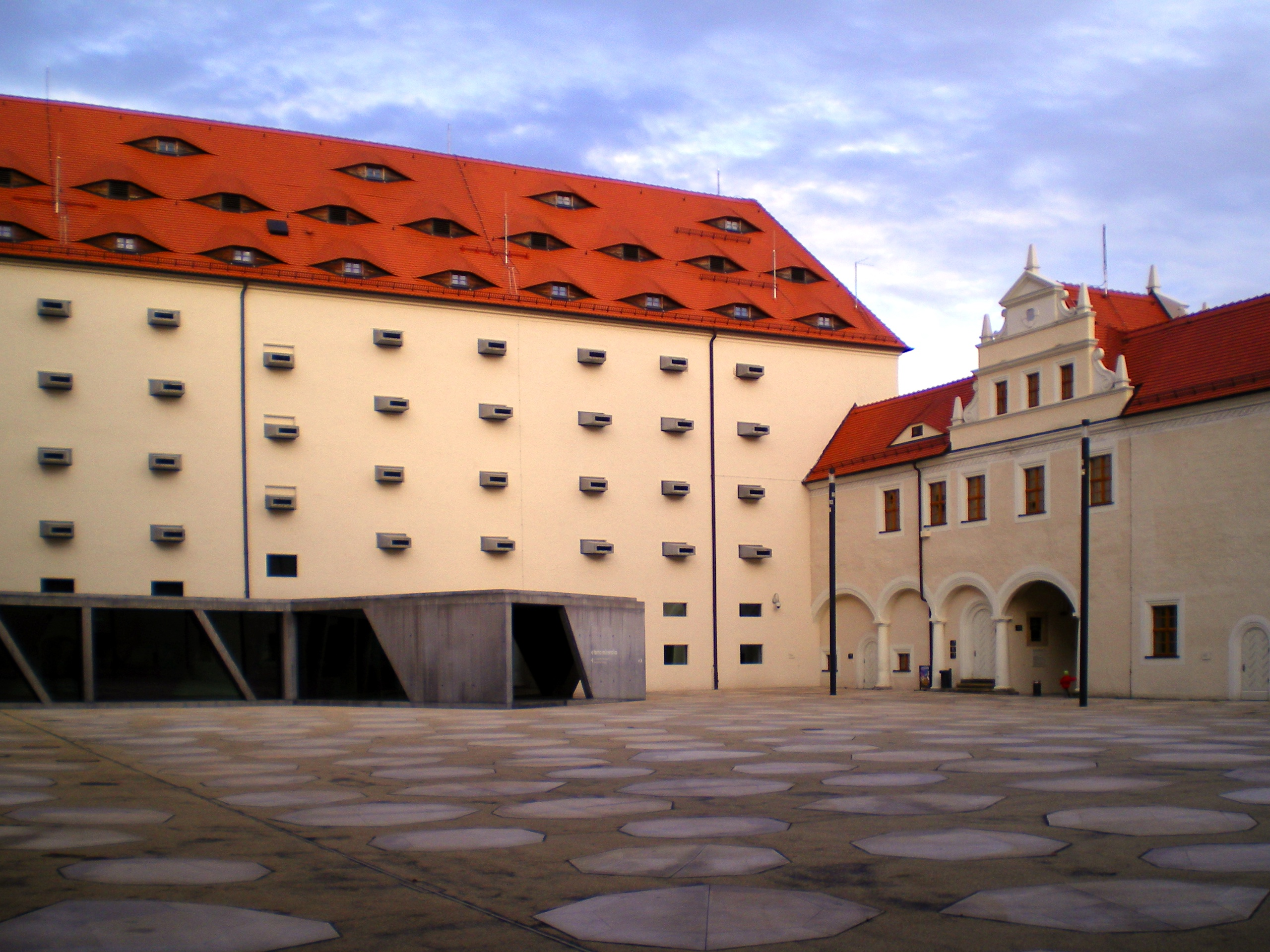
Schlosshof mit Zugang zur Terra mineralia

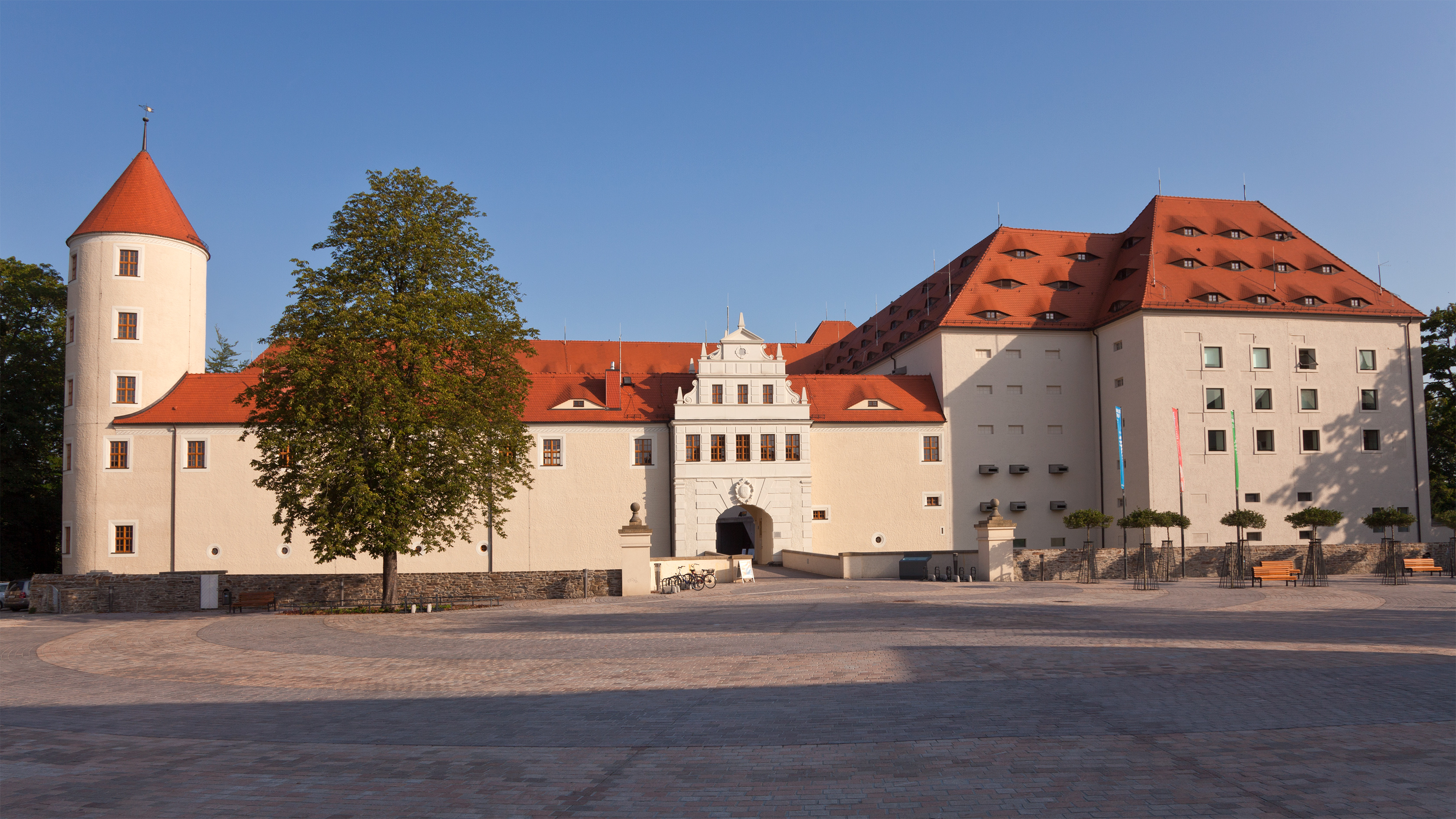
Schloss bei Tageslicht

Das Schloss Freudenstein befindet sich am Schloßplatz am Rande der Innenstadt von Freiberg in Sachsen. Seine Geschichte ist eng mit dem Hause der Wettiner verbunden. Nach mehreren Umbauten besteht das Schloss heute als eine vierflügelige Anlage aus diesen Gebäuden: Langes Haus, Neues Haus, Kirchenflügel, Großer Turm und Schmales Haus.

## Geschichte
Nach den Silberfunden in Christiansdorf ließ Markgraf Otto von Meißen 1168 eine Burg zum Schutz des Silberbergbaus errichten. Am 31. Juli 1312 wurde die Burg erstmals in einer Quelle als „Hous“ bezeichnet, in späteren Urkunden als „arx“, „Castrum“, „flos“ und „Burg“. Der Name „Freudenstein“ lässt sich erst im Jahre 1525 nachweisen.
Vor 1983 gemachte Funde weisen die Burg dem 13.–15. Jh. zu. Das Burgareal wurde am 14. Januar 1981 als Bodendenkmal eingetragen.
Ab 1505 residierte Herzog Heinrich der Fromme meist im Freiberger Schloss, wo seine Söhne Moritz und August, die späteren Kurfürsten von Sachsen, geboren wurden.
1566 begann unter Aufsicht von Rochus zu Lynar der Neubau des Schlosses durch den Baumeister Hans Irmisch. Die Fertigstellung des Renaissancebaus erfolgte 1577. Im Dreißigjährigen Krieg wurde es in die Verteidigungsanlage der Stadt Freiberg einbezogen und zeitweise als militärischer Stützpunkt genutzt. 1762 wurde die Inneneinrichtung des Schlosses im Rahmen des Siebenjährigen Krieges vollständig zerstört.
Mit der Besitzübernahme durch den Militärfiskus im Jahre 1784 begann ein großer Umbau des Schlosses zum Magazin. Die Renaissancefenster wurden durch kleinformatige Speicherfenster ersetzt. Im Inneren erfolgte der Einbau von einfachen niedrigen Speichergeschossen. Ab 1800 wurde der Teilumbau zum Bergmagazin fortgesetzt.
Von 1980 bis 1990 befand sich im Schloss der Sitz der Denkmalpflege. In dieser Zeit wurde die Fassade des Neuen Hauses im Zustand von 1577 rekonstruiert. 2004 ging das Schloss in das Eigentum der Stadt Freiberg über. Zwischen 2005 und 2008 wurde es im Ergebnis eines europaweiten Wettbewerbes unter Leitung von AFF Architekten Berlin/Lausanne umgebaut. Dabei erfolgte die Entkernung des Kirchenflügels, um dort in einem eingestellten skulpturalen Baukörper das Bergarchiv unterzubringen.

## Baugeschichtliche Spuren
Zeugnis der ältesten romanischen Bauphase ist der Stumpf eines Rundturmes auf der Südost-Seite mittig vor dem Langen Haus. Dieser liegt mit der Oberkante etwa in einer Tiefe von 30–40 cm unter dem derzeitigen Hofniveau und ist neben dem alten Burggrundriss im Platzbelag gekennzeichnet.

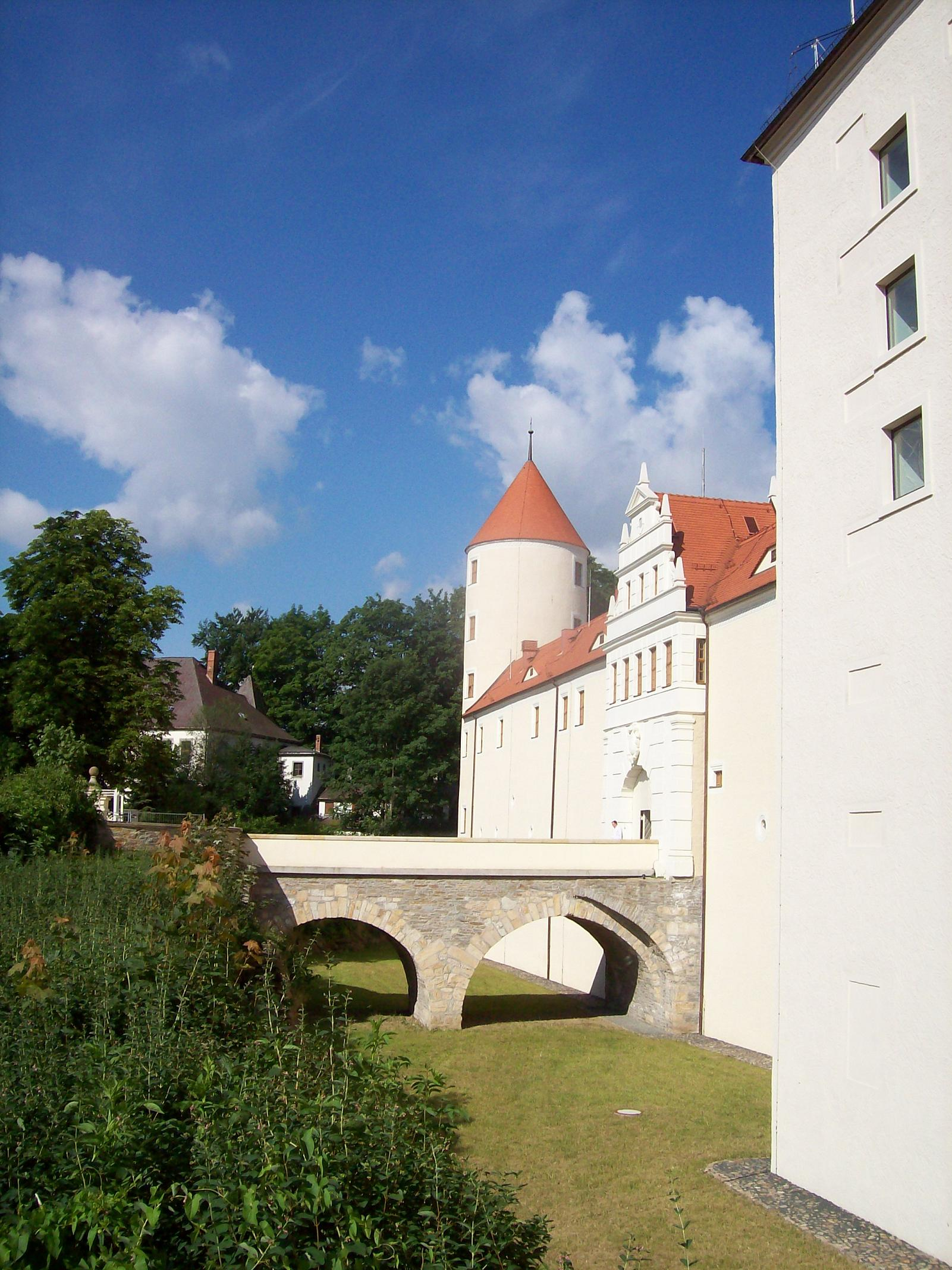
Schlossbrücke

Reste der gotischen Burg sind in Gestalt der beiden großen Kellertonnen unter dem Langen Haus und dem Kirchenflügel erhalten. In Teilbereichen der Nordwestfassade des Langen Hauses befinden sich Zeugnisse von Fenstergewänden in einem freigelegten Putzfeld.
Ein großer Teil des aufgehenden Mauerwerks der Gebäudeaußenwände, das Treppenhaus des Langen Hauses, welches als erstes geradläufiges Treppenhaus in Sachsen dokumentiert ist, die Treppenaufgänge am Torhaus und die Wendelsteine am Rundturm und einige wenige Natursteinfassungen von Fenstern und Türen geben Zeugnis von der Gestaltung während der Renaissance.

## Nutzung

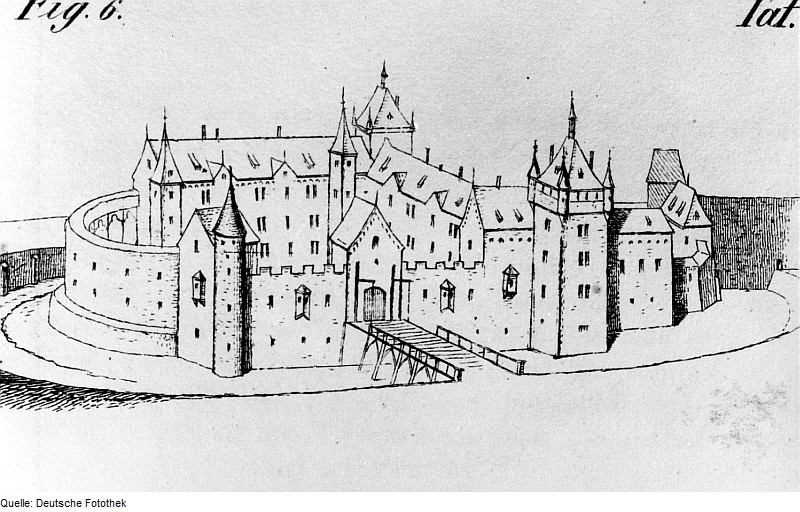
Rekonstruktionszeichnung des Zustandes 1554

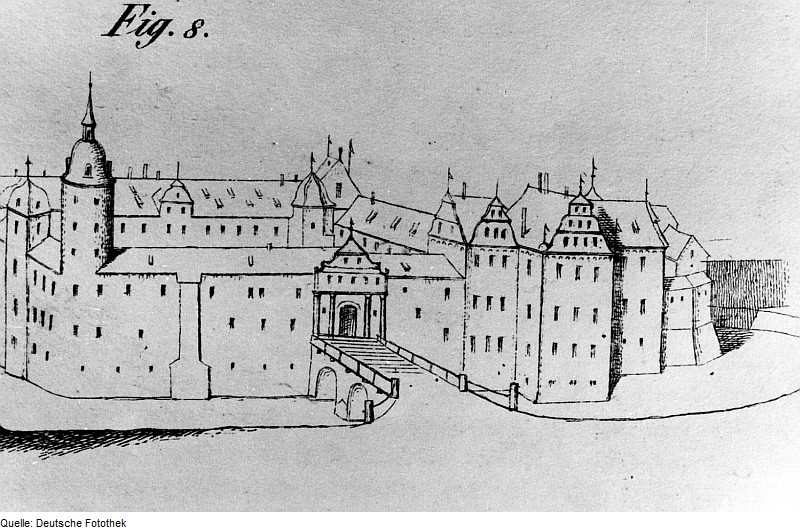
Rekonstruktionszeichnung des Neubaus 1572–1575

Die Bausubstanz von Schloss Freudenstein wurde mehrfach zeitspezifischen Nutzerwünschen angepasst und verändert. Der romanische Rundturm trägt noch deutlich wehrhafte Züge. Dies trifft auch auf die gotische Burg zu, jedoch ist hier der Wohncharakter schon stärker ausgeprägt. Vermutlich wurde hier vor 1244 die markgräfliche Münzstätte eingerichtet. Zeitweise diente die Burg als Residenz der sächsischen Kurfürsten.
Das Renaissanceschloss wurde rein zu Repräsentationszwecken errichtet und war als Zwischenstation auf dem Weg von Dresden nach Augustusburg bedeutsam. Hier begannen die Leichenbegängnisse sächsischer Herrscher, die zum Freiberger Dom führten. Des Weiteren unternahm der Kurfürst vom Schloss aus Jagdausflüge in den Tharandter Wald; ein ständiges Wohnen blieb aber die Ausnahme.
Nach dem Dreißigjährigen Krieg kam neben Erwägungen, den Komplex abzureißen, auch die Idee der Umnutzung zum Getreidespeicher auf, als welches das Schloss bis 1979 fungierte. Zwischenzeitlich, während der napoleonischen Besatzung (1813), wurde das Schloss zudem als Lazarett für 1.500 Verwundete genutzt. Ab 1973 wurde ein Teil der Kellergewölbe zum Jugendclub ausgebaut. Weitere Planungen sahen den Umbau zu einem Kulturzentrum vor, dessen Umsetzung 1982 begann. Als erster Teilabschnitt wurde die Gaststätte „Schlosskeller“ im Langen Haus eröffnet. Die Baumaßnahmen und weitere Umnutzungen wurden 1989 eingestellt.
Am 16. Dezember 2003 stimmte die Sächsische Staatsregierung dem Nutzungskonzept des Schlosses als Ausstellungs- und Archivgebäude zu, was zu weitreichenden Umbauten führte.
Seit dem 20. Oktober 2008 ist im Langen Haus die Dauerausstellung „terra mineralia“,  eine private Schweizer Mineraliensammlung, untergebracht. Diese weltweit größte private Sammlung besteht aus etwa 80.000 Mineralienstufen, vorwiegend Kabinettstücke, wovon ein großer Teil auf einer Ausstellungsfläche von rund 1.500 m² dargeboten wird. Die Sammlung wurde im Jahr 2004 als Dauerleihgabe der von Erika Pohl-Ströher errichteten Pohl-Ströher-Mineralienstiftung der TU Bergakademie Freiberg zur Verfügung gestellt. Neben der Ausstellung sollen Erlebnis- und Informationsbereiche in die Welt der Mineralien einführen.
Ein weiterer bedeutender Nutzer des Schlosses ist seit Mai 2008 das Bergarchiv Freiberg, das als Spezialarchiv des Sächsischen Staatsarchivs für den Bereich Bergbau zuständig ist. Das Bergarchiv bewahrt Archivgut zur Montangeschichte Sachsens und Deutschlands seit dem 15. Jahrhundert und besitzt etwa 4.600 m Akten sowie 106.000 Karten.